# Araba Buru Batzar
Araba Buru Batzar o ABB es la ejecutiva alavesa del Partido Nacionalista Vasco. Tiene su sede principal en Vitoria. Su actual presidenta es Jone Berriozabal.

## Lista de presidentes
| Retrato | Nombre (Nacimiento–Fallecimiento)    | Año de mandato          | Año de mandato          |
| ------- | ------------------------------------ | ----------------------- | ----------------------- |
|         | Félix Ormazabal (1940-2022)          | 1987                    | 1995                    |
|         | José María Gerenabarrena (1932-2002) | 1996                    | 2001                    |
|         | Iñaki Gerenabarrena (1962)           | 12 de enero de 2002     | 24 de marzo de 2012     |
|         | Xabier Agirre (1951–2021)            | 24 de marzo de 2012     | 23 de enero de 2016     |
|         | José Antonio Suso (1956)             | 23 de enero de 2016     | 23 de noviembre de 2024 |
|         | Jone Berriozabal (1982)              | 23 de noviembre de 2024 | En el cargo             |